# نيكولاس رومينس
نيكولاس رومينس (17 ديسمبر 1994 في بلجيكا - ) هو لاعب كرة قدم بلجيكي في مركز الوسط. لعب مع نادي فيسترلو وK.F.C. Dessel Sport ‏.

## روابط خارجية
- نيكولاس رومينس على موقع الاتحاد البلجيكي (الإنجليزية)
- نيكولاس رومينس على موقع قاعدة بيانات كرة القدم.إي يو (الإنجليزية)
- نيكولاس رومينس على موقع Soccerway.com (الإنجليزية)